# Rooney (álbum)
Rooney es el primer álbum completo LP de la banda de rock, Rooney de Los Ángeles. Fue lanzado al mercado el 27 de mayo de 2003 con el sello de Geffen Records.

## Lista de canciones
1. "Blueside" – 3:18
2. "Stay Away" – 3:32
3. "If It Were Up to Me" – 3:00
4. "I'm A Terrible Person" – 2:46
5. "Popstars" – 4:07
6. "I'm Shakin'" – 3:34
7. "Daisy Duke" – 3:47
8. "Sorry Sorry" – 3:07
9. "That Girl Has Love" – 3:31
10. "Simply Because" – 4:03
11. "Losing All Control" – 4:19
12. "The Floor" - 2:57 [UK Bonus Track]
13. "Make Some Noise" - 4:17 [UK Bonus Track]

## Personal
- Brendan Bourke - Cantante Principal
- Ned Brower - Batería, Cantante
- Robert Carmine - Guitarra, Cantante
- Sasho Eisenman - Fotógrafo
- Keith Forsey - Productor, Ingeniero
- Cole Gerst - Diseñador
- Bernie Grundman - Mastering
- Jimmy Iovine - Productor, Ingeniero
- Adam Kasper - Productor, Ingeniero
- Ted Keedick - Voces
- Taylor Locke - Guitarra, Cantante
- Brian Reeves - Productor, Ingeniero
- Saggy Bottoms - Dibujos
- Jordan Schur - Productor Ejecutivo
- Louie Stephens - Órgano
- Andy Wallace - Mezcla
- Craig Weaver - Video
- Matthew Winter - Bajo